# Isognathus swainsonii
Espèce
Isognathus swainsonii est  une espèce d’insectes lépidoptères de la famille des Sphingidae, de la sous-famille des Macroglossinae, de la tribu des Dilophonotini.

## Description
L' envergure est d'environ 82 mm. Isognathus swainsonii est similaire à Isognathus leachii, mais la partie supérieure antérieure de la partie supérieure présente une écaille plus blanche, des stries veineuses blanches sont interrompues sur la moitié distale de l'aile, la tache basale est plus fine et les taches marginales aux extrémités des veines sont plus grandes et plus pâles. 
Les chenilles sont très colorées signalant par ce biais leur potentiel de toxicité aux prédateurs.

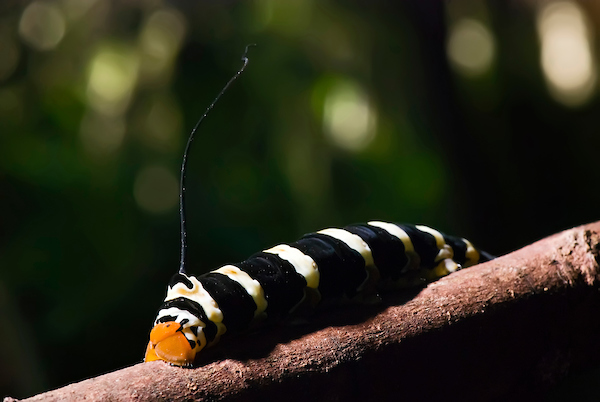
La chenille
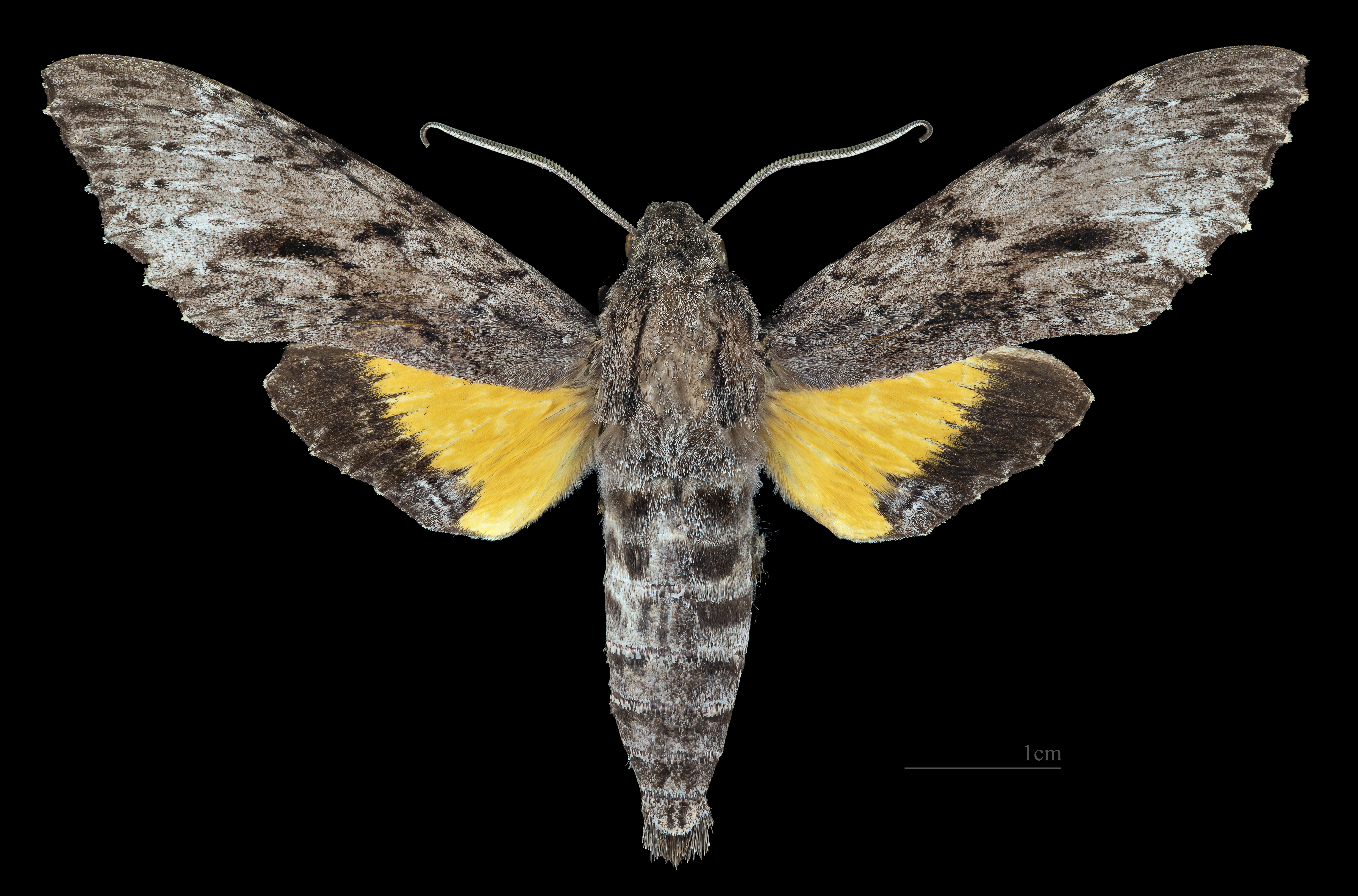
Avers du mâle (coll.MHNT)
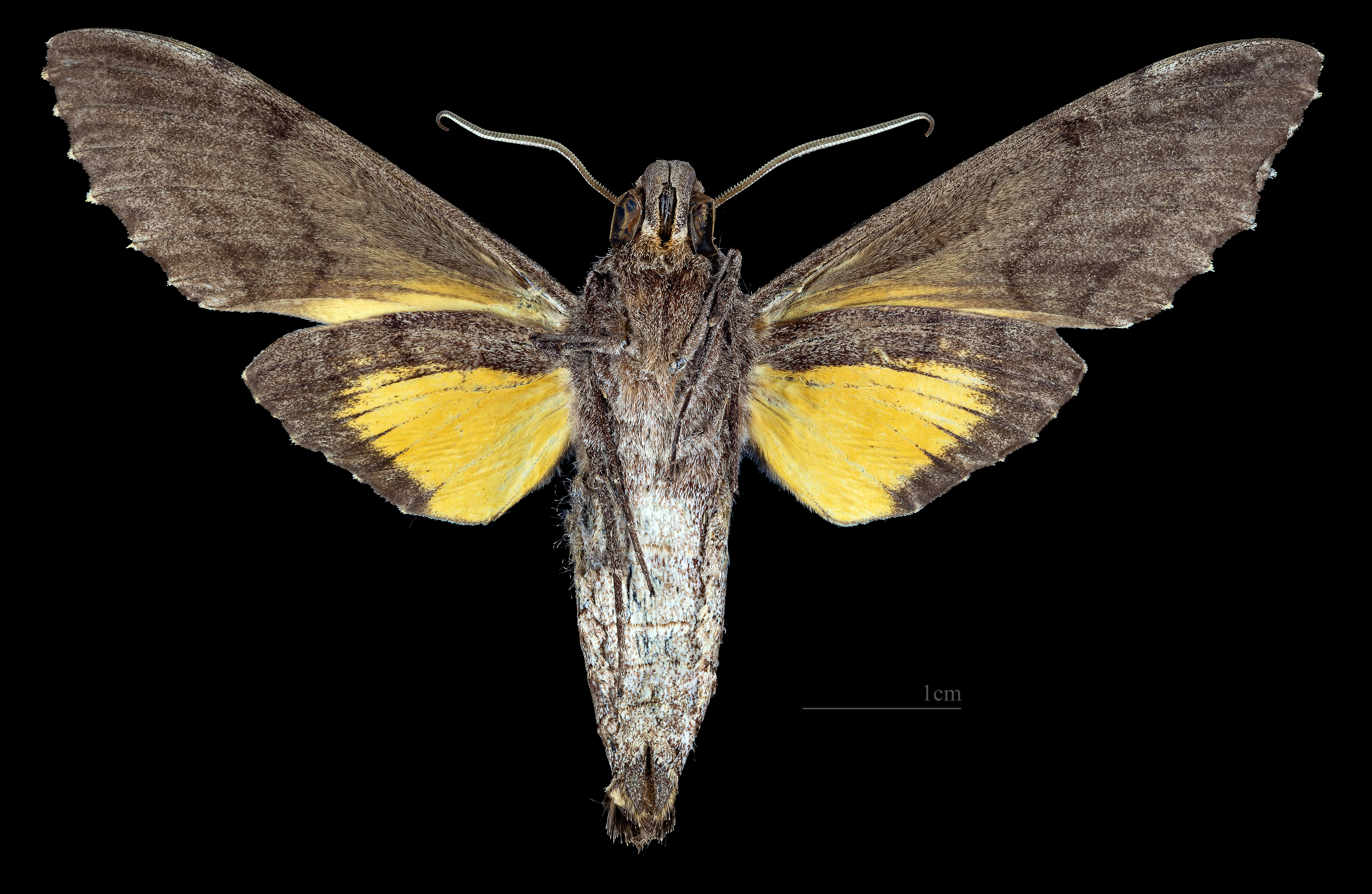
Revers du mâle (coll.MHNT)

## Répartition et habitat
Répartition
L'espèce est connue en Guyane, au Pérou, au Brésil et en Bolivie.
Habitat
L'habitat est représenté par les forêts tropicales, à partir du niveau de la mer jusqu'à des altitudes moyennes.

## Biologie
L'espèce est multivoltine, avec des adultes qui volent pendant tous les mois de l'année. Les chenilles se nourrissent sur Plumeria acuminata.

## Systématique
L'espèce Isognathus swainsonii a été décrite  par les entomologistes autrichiens Cajetan Freiherr von Felder et Rudolf Felder) en 1862.

### Synonymie
- Isognathus fumosa Butler, 1875
- Isognathus rimosa brasiliensis Clark, 1919
- Isognathus zebra Clark, 1923